# Home counties

Le contee tradizionali che circondano Londra, rappresentate con i loro confini del 1889: 1. Buckinghamshire, 2. Hertfordshire, 3. Essex, 4. Berkshire, 5. Middlesex, 6. Surrey, 7. Kent, 8. Sussex. (in giallo la contea di Londra)

Con il termine home counties (letteralmente "contee domestiche") si indicano le contee inglesi che circondano, senza necessariamente essere direttamente confinanti, la Grande Londra. Le contee generalmente incluse in tale definizione sono il Berkshire, il Buckinghamshire, l'Essex, l'Hertfordshire, il Surrey e il Sussex. Altre contee, benché più distanti da Londra, come il Bedfordshire, il Cambridgeshire, l'Hampshire e l'Oxfordshire, sono talvolta considerate home counties grazie alla loro vicinanza a Londra e al loro legame con l'economia regionale londinese.
L'origine del termine "home counties" non è conosciuto e non esiste un'esatta definizione; per questa ragione è tema di costanti dibattiti cosa debba o meno essere considerato tale.

## Economia
Nel complesso, le home counties sono significativamente più ricche rispetto ad altre aree del Regno Unito. Nel 2015, le cittadine di Virginia Water, Cobham e Beaconsfield, Esher, Chalfont St. Giles, Radlett, Gerrards Cross e Weybridge si sono classificate in cima nella classifica delle città più costose del paese in termini di prezzo medio delle case. D'altro canto, l'area è così vasta che include aree meno abbienti come Margate, Hastings e parti di Slough.

## Utilizzo ufficiale

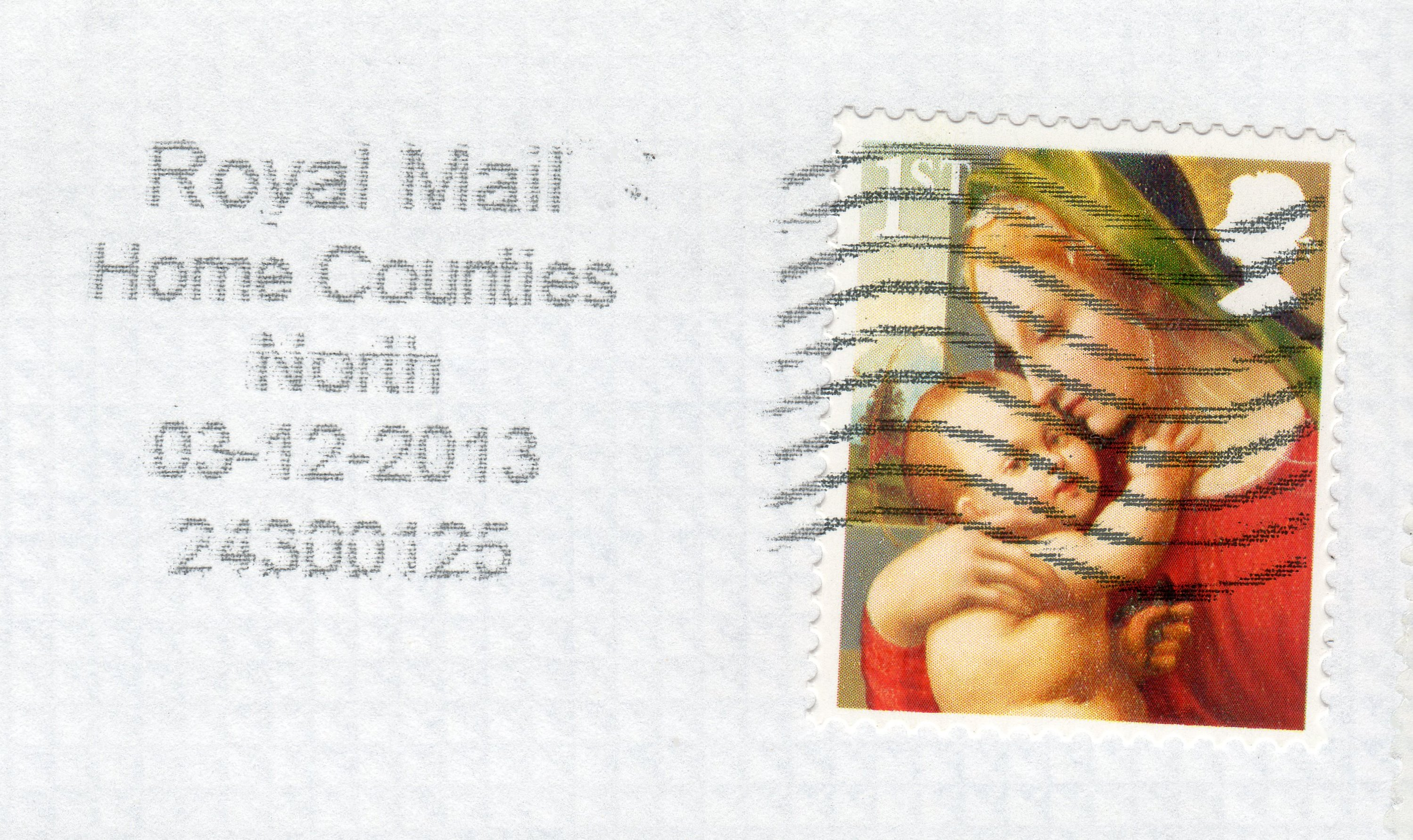
Il termine Home Counties North utilizzato su un timbro postale su una lettera del 2013 spedita dall'area di Luton, Bedfordshire.

Varie definizioni del termine sono state usate nella legislazione e da enti ufficiali. Tra il XIX e il XX secolo, per esempio, il termine home counties è stato usato come di seguito:
- dal 1908 al 1914 (e poi per altri periodi successivi fino al 1961) è esistita una divisione della Territorial Force che si chiamava Home Conties division e comprendeva le unità che reclutavano in Middlesex, Kent, Surrey e Sussex;
- nel 1920 esisteva un distretto di distribuzione elettrica chiamato London and Home Counties Electricity District e comprendeva, oltre alla contea di Londra e del Middlesex anche parti delle contee del Berkshire, del Buckinghamshire, dell'Essex, dell'Hertfordshire, del Kent e del Surrey;
- del 1924 al 1965 è esistito una comitato consultivo in materia di traffico che aveva il nome di London and Home Counties Traffic Advisory Committee e copriva l'area di influenza del traffico di Londra: Londra, Middlesex, e parti di Buckinghamshire, Essex, Hertfordshire, Kent e Surrey;
- nel 1926 è stato emanato il decreto denominato Home Counties (Music and Dancing) Licensing Act che regolamentava le attività in tutte le località di Buckinghamshire, Essex, Hertfordshire, Kent e Surrey entro le venti miglia dalla Città di Londra e dalla Città di Westminster;
- nel 1938 è stato emanato il decreto denominato "Green Belt (London and Home Counties) Act" che limitava lo sviluppo urbano in parti di Middlesex, Kent, Buckinghamshire, Surrey, Essex, Berkshire ed Hertfordshire;
- dal 1948 al 1968 è esistita la Home Counties Brigade che amministrava i reggimenti di fanteria della Città e della Contea di Londra, del Kent, del Middlesex, del Surrey e del Sussex.

| Contea               | Post Office Directory nel 1851 | Home Counties Division nel 1908 | London and Home Counties Electricity District nel 1920 | London and Home Counties Traffic Advisory Committee nel 1924 | The Home Counties (Music and Dancing) Licensing Act del 1926 | Green Belt (London and Home Counties) Act del 1938 | Home Counties Brigade nel 1948 | Valuation Office Rating Manual nel 1995 |
| -------------------- | ------------------------------ | ------------------------------- | ------------------------------------------------------ | ------------------------------------------------------------ | ------------------------------------------------------------ | -------------------------------------------------- | ------------------------------ | --------------------------------------- |
| Bedfordshire         |                                |                                 |                                                        |                                                              |                                                              |                                                    |                                | Si                                      |
| Berkshire            |                                |                                 | (parte)                                                |                                                              | Si                                                           |                                                    | Si                             | Si                                      |
| Buckinghamshire      |                                |                                 | (parte)                                                | (parte)                                                      | Si                                                           |                                                    | Si                             | Si                                      |
| Cambridgeshire       |                                |                                 |                                                        |                                                              |                                                              |                                                    |                                | (parte)                                 |
| Dorset               |                                |                                 |                                                        |                                                              |                                                              |                                                    |                                | (parte)                                 |
| Essex                | Si                             |                                 | (parte)                                                | (parte)                                                      | Si                                                           |                                                    |                                | Si                                      |
| Hampshire            |                                |                                 |                                                        |                                                              |                                                              |                                                    |                                | Si                                      |
| Hertfordshire        | Si                             |                                 | (parte)                                                | (parte)                                                      | Si                                                           |                                                    |                                | Si                                      |
| Kent                 | Si                             | Si                              | (parte)                                                | (parte)                                                      | Si                                                           | Si                                                 | Si                             | Si                                      |
| Middlesex            | Si                             | Si                              | Si                                                     | Si                                                           | Si                                                           | Si                                                 | Si                             | [ 3 ]                                   |
| Oxfordshire          |                                |                                 |                                                        |                                                              |                                                              |                                                    |                                | (parte)                                 |
| Surrey               | Si                             | Si                              | (parte)                                                | (parte)                                                      | Si                                                           | Si                                                 | Si                             | Si                                      |
| Sussex (Est e Ovest) | Si                             | Si                              |                                                        |                                                              |                                                              | Si                                                 | Si                             | Si                                      |